# Albert Uderzo
Albert Uderzo (Alberto Aleandro Uderzo; 25. dubna 1927, Fismes, Francie – 24. března 2020, Neuilly-sur-Seine, tamtéž) byl francouzský kreslíř a ilustrátor. Byl spoluautorem komiksu Asterix.

## Život
Uderzo se narodil v malém městě Fismes u Remeše rodičům, kteří emigrovali z Itálie. Roku 1953 se oženil s Adou Milani. Roku 1956 se mu narodila dcera Sylvie. Zvláštností je, že Uderzo přes své povolání trpěl barvoslepostí, na což se přišlo, když mu ředitel jeho školy daroval barevné pastelky.

## Počátky
Pod vlivem hrdinů Walta Disneyho začal už ve škole Albert s kresbou a ukázal se jako veliký talent. Ve svých třinácti letech se pak vzdělával v umění na Société Parisienne d'édition. V roce 1940 mu vyšly první kresby v časopise Junior. Za druhé světové války pobýval v Bretani, kam také následně situoval dobrodružství svého nejslavnějšího hrdiny Asterixe. Po skončení války začal v roce 1945 konečně kreslit komiksy, které ho tak proslavily.

## Tvorba
Kromě mnoha dílů dobrodružství gala Asterixe a jeho přátel vytvořil Uderzo několik dalších komiksů jako příběhy Aryse Bucka (1946–47, jeden z možných předchůdců Asterixe), jeho syna prince Rollina (1947) a Belloye (1947–8), časopisu Bravo! kreslil epizodu Kapitán Marvel junior (1950) a roku 1951 se poté seznámil se svým budoucím dlouholetým přítelem a spolutvůrcem René Goscinnym. S ním vytvořil několikero komiksů a roku 1959 započali práci na komiksu Asterix. První díl vyšel v časopise Pilote 29. října 1959. Tomuto tématu se věnoval s velkým úspěchem. V roce 1977 Goscinny náhle umírá; Uderzo nejprve přemýšlel o ukončení série, avšak později se rozhodl pokračovat a převzal i scenáristickou práci na komiksu. V roce 2011 ohlásil svůj konec na poli kresby a Asterixova dobrodružství odkazuje do rukou mladší generace.
Albert Uderzo zemřel 24. března 2020 ve věku 92 let ve spánku ve svém domě v Neuilly-sur-Seine na srdeční zástavu.